# Голубая сойка
Голубая сойка (лат. Cyanocitta cristata) — певчая птица из семейства врановых (Corvidae). Обитает в Северной Америке.

## Описание

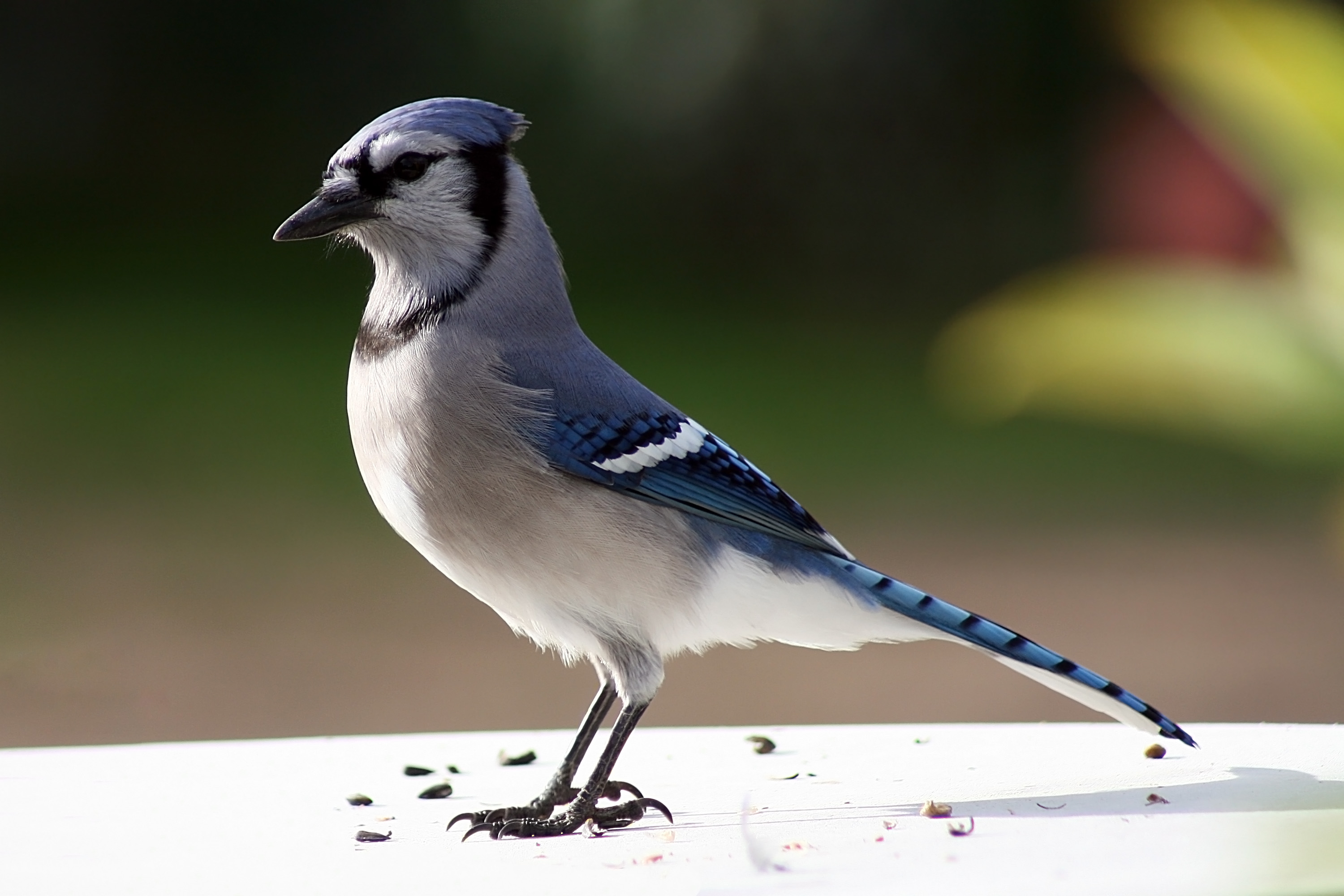
Голубая сойка, вид сбоку

Голубая сойка достигает длины 22—30 см и массы от 70 до 100 г, размах крыльев варьируется от 34 до 43 см. Характерным признаком является голубая спина, короткий синий гребешок, чёрное ожерелье, сине-чёрно-белый узор на крыльях и чёрно-синий полосатый хвост.

## Поведение
Голубые сойки живут в парах или в небольших семейных группах. При перелёте образуют большие стаи. Умеют издавать множество различных звуков, а также подражать звукам других птиц, в том числе и хищных. Благодаря этому они предупреждают сородичей об опасности и отпугивают вторгнувшихся в их ареал.

## Питание

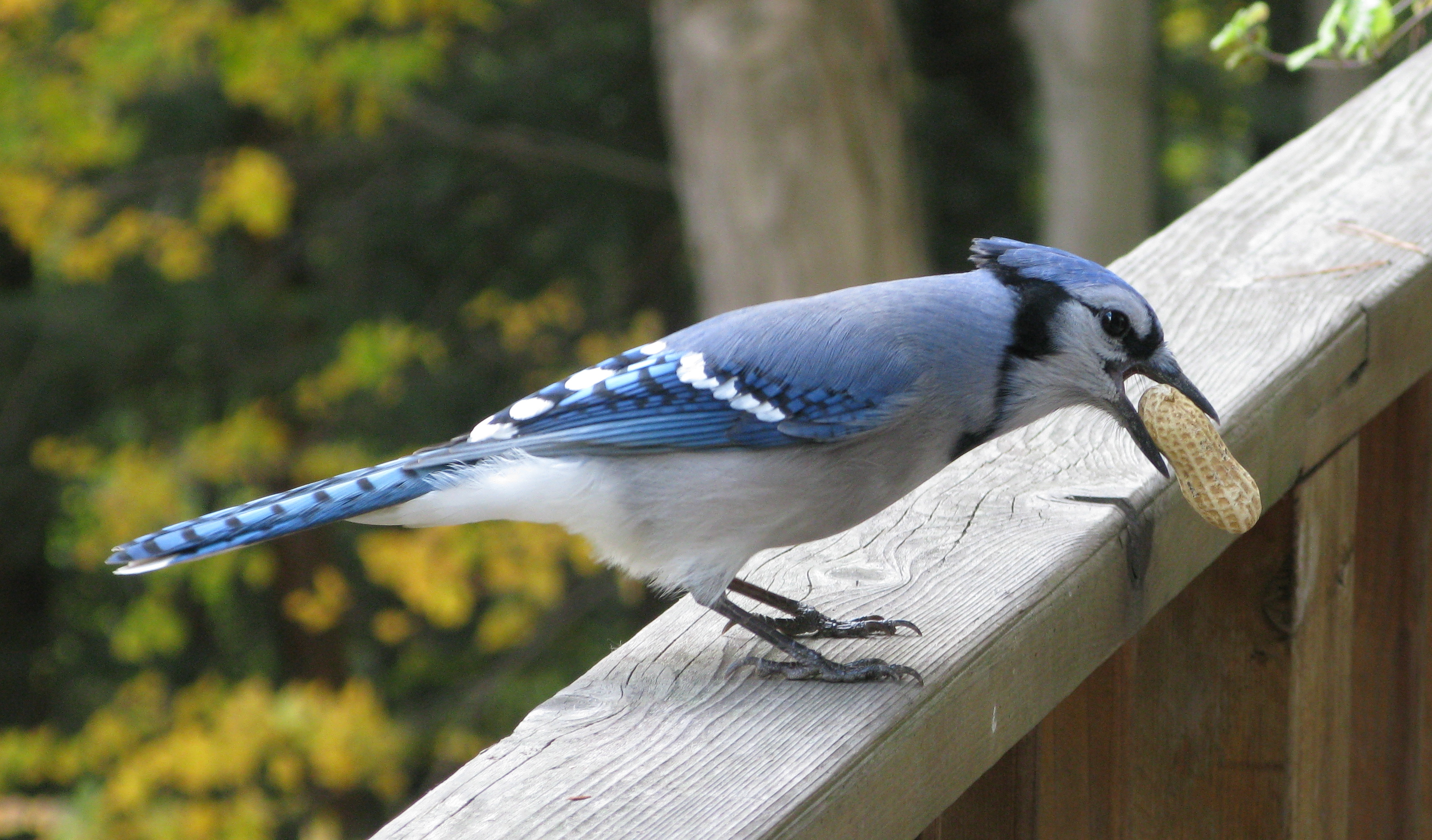
Голубая сойка с арахисом в клюве

Голубая сойка обыскивает землю, стараясь найти орехи, семена, ягоды, насекомых или других мелких животных. Она откладывает запас на зиму в дуплах деревьев или в земле и вносит существенный вклад в распространение кустов и деревьев. Считается разорительницей гнёзд, так как в весенний период поедает яйца и птенцов других птиц.

## Размножение
Голубые сойки ведут моногамный образ жизни и остаются верны своему партнёру на протяжении всей жизни. Оба родителя сооружают на деревьях или в кустах не очень опрятное гнездо из веток, травы и стеблей. Насиживанием занимается только самка. В кладке 3—6 яиц с зеленоватыми или коричневыми пятнышками. Инкубационный период продолжается 16—18 дней. Птенцы оперяются через 17—21 дн.

## Распространение
Ареал голубой сойки простирается от востока США и юга Канады до Мексиканского залива. Голубая сойка является перелётной птицей лишь отчасти: перелёт на юг в зимнее время совершают только северные популяции. Изначально будучи обитательницей лиственных лесов, голубая сойка зимой встречается и в культивированных местностях, в деревнях, парках и пригородах. В западной части Северной Америки распространена только её близкая родственница, стеллерова черноголовая голубая сойка (Cyanocitta stelleri).